# Yascha Finn Nolting

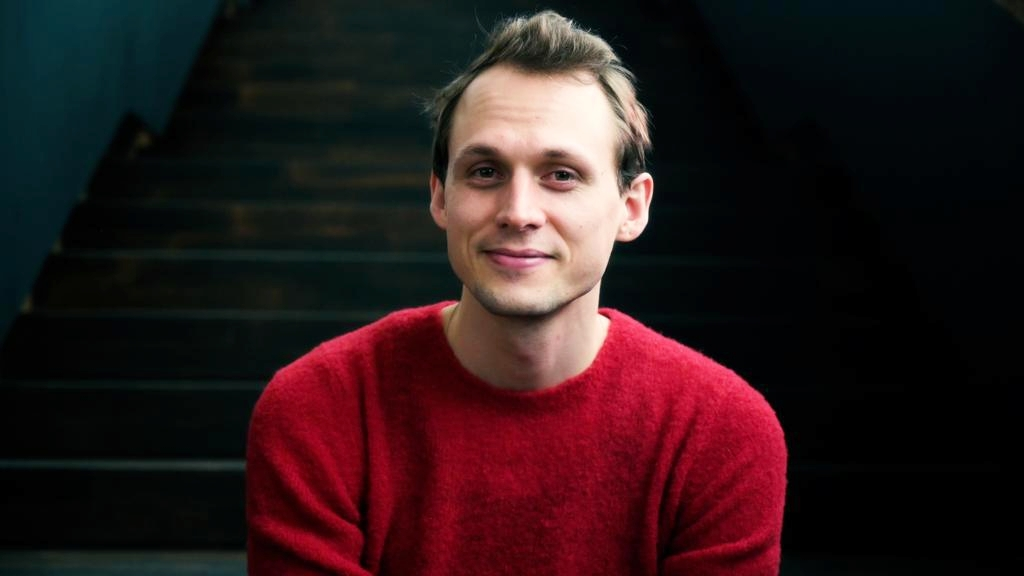
Yascha Finn Nolting 2023

Yascha Finn Nolting (* 1994 in Schwäbisch Hall) ist ein deutscher Schauspieler, Sprecher, Synchronsprecher und Liedermacher. 

## Biografie
Nolting wuchs im ländlichen Umfeld von Schwäbisch Hall auf und besuchte das Erasmus-Widmann-Gymnasium in Schwäbisch Hall. Im Alter von 15 Jahren schloss er sich dem Jugendensemble der Freilichtspiele Schwäbisch Hall an. Von dort gelangte er mit 17 Jahren in die Freilichtspiel-Produktion des Musicals Summer of Love des amerikanischen Regisseurs Coy Middlebrook.
2012 übernahm er direkt nach der Schulzeit eine Regieassistenz am Theater an der Glocksee in Hannover.
Nolting studierte von 2014 bis 2018 Schauspiel an der Universität Mozarteum Salzburg, Thomas Bernhard Institut für Schauspiel und Regie. Bereits während des Studiums erfolgten Auftritte am Salzburger Landestheater und am Landestheater Niederösterreich in St. Pölten. Ebenso spielte er bereits während des Studiums ab 2017 in mehreren Produktionen des Düsseldorfer Schauspielhauses.
Von 2018 bis 2023 war Nolting festes Mitglied des Ensembles des Nürnberger Staatstheaters, wo er in verschiedenen Haupt- und Nebenrollen zu sehen war. Dazu begann er ab 2018 als Sprecher für Hörbücher und ab 2019 als Synchronsprecher für verschiedene Produktionen zu arbeiten. Er gestaltete mehrere Liederabende mit eigenen Liedern am Staatstheater in Nürnberg sowie am Schauspielhaus Düsseldorf.
Nolting arbeitete mit Regisseuren wie  Christoph Biermeier (Die Tochter des Salzsieders), David Bösch (Der reizende Reigen), Christian Brey  (The Legend of Georgia McBride, Schtonk!, Rocky Horror Show), Dieter Dorn (Herzliches Beileid),  Jan Philipp Gloger (Die Besessenen, Don Karlos, Wolkenheim / Rechnitz / Das schweigende Mädchen von Jelinek), André Kaczmarczyk (Jeff Koons), Andreas Kriegenburg (Spiel der Illusionen), Robert Lehniger (Nathan (to go)), Anne Lenk (Amphitryon),  Tilo Nest  (Lazarus), Boris Nikitin (Aufführung einer gefälschten Predigt über das Sterben, 1999/2000. Erste Staffel), Armin Petras  (Die Nibelungen), René Pollesch (Take the Villa and Run) oder Philipp Preuss (Macbeth).
Seit 2023 ist Nolting als freier Schauspieler, Musicaldarsteller, Sprecher und Liedermacher mit Engagements an verschiedenen Häusern tätig: in der Spielzeit 2024/25 unter anderem in der Rolle des Frank’N’Furter in der Rocky Horror Show am Theater St. Gallen, als Erzähler in Novecento von Alessandro Baricco am Schauspielhaus Düsseldorf und in diversen Gastspielen sowie in  „The Legend of Georgia McBride“ als Georgia McBride am Staatstheater Nürnberg. Bei den 74. Bad Hersfelder Festspielen spielt er im Sommer 2025 den Räuberhauptmann Karl von Moor in Friedrich Schillers "Die Räuber" in der Regie von Gil Mehmert.
Nolting lebt seit 2023 in Düsseldorf.

## Theater (Auswahl)

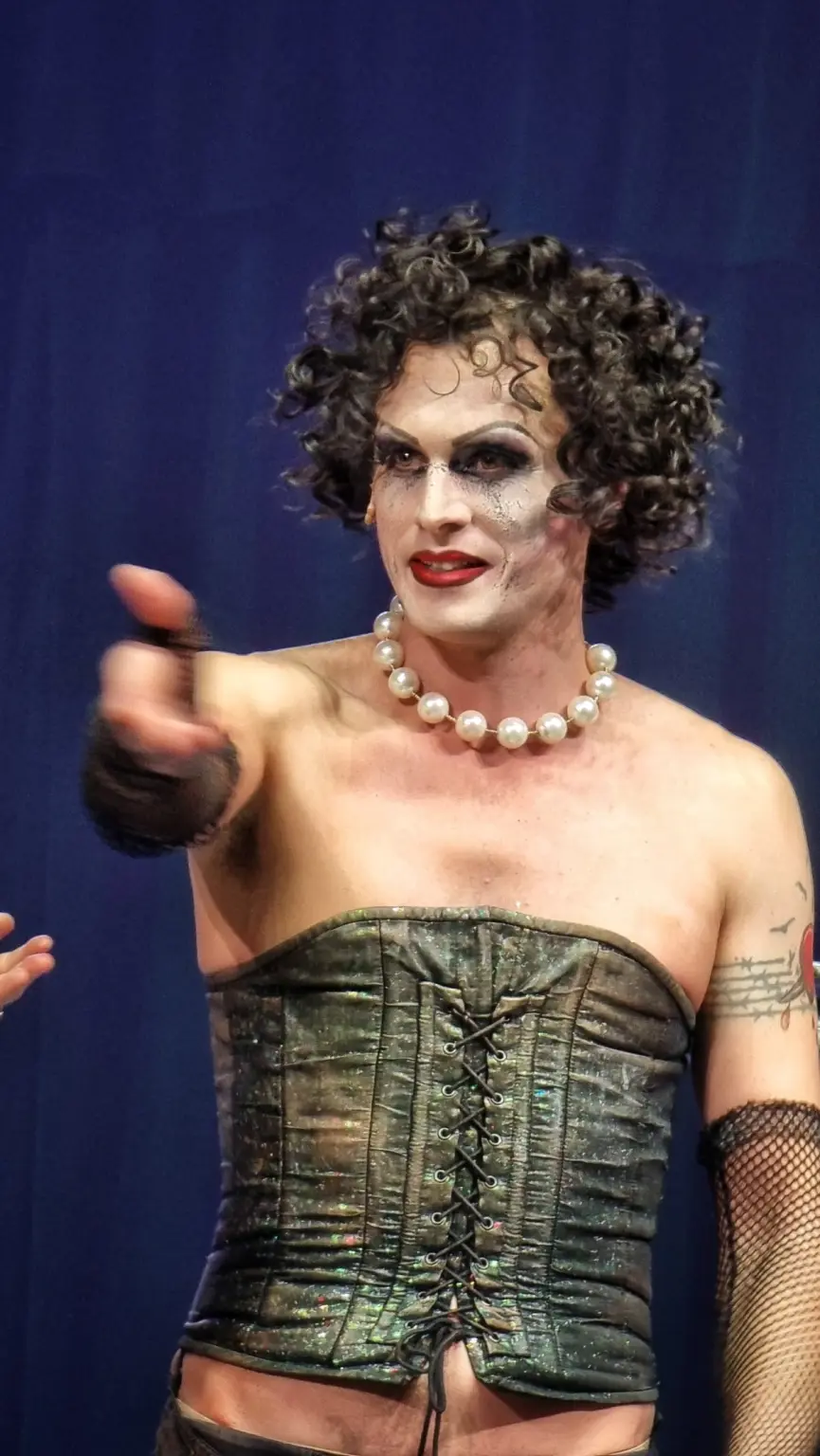
Yascha Finn Nolting an der Premiere der Rocky Horror Show. St. Gallen 2024

### Spielzeit 2016–2017
Salzburger Landestheater:
- Die Ilias (Homer), Regie: Carl Philip von Maldeghem[7]

### Spielzeit 2017–2018
Düsseldorfer Schauspielhaus:
- In 80 Tagen um die Welt (Verne), Regie: Peter Jordan, Leonhard Koppelmann[8]
- Der reizende Reigen (Schwab), Regie: David Bösch[9]
- Nathan (To Go) (Lessing). Regie: Robert Lehniger[10]
- Jeff Koons (Goetz), Regie: Andrè Kaczmarczyk, Felix Kracke[11]
- The Queen's men (Jordan), Regie: Peter Jordan, Leonhard Koppelmann[12]

### Spielzeiten 2018–2023
Staatstheater Nürnberg:
- Die Nibelungen (Hebbel), Regie: Armin Petras[13]
- Don Karlos (Schiller), Regie: Jan Philipp Gloger[14]
- Wolkenheim / Rechnitz / Das schweigende Mädchen (Jelinek), Regie: Jan Philipp Gloger[15]
- Schtonk!, Regie: Christian Brey[16]
- Amphitryon (v. Kleist), Regie: Anne Lenk[17]
- The Legend of Georgia McBride (Lopez), Regie: Christian Brey[18]
- Macbeth (Shakespeare), Regie: Philipp Preuss[19]
- Spiel der Illusionen (Corneille), Regie: Andreas Kriegenburg[20]
- Take the villa and run! (Pollesch), Regie: René Pollesch[21]
- Das Schloss (Kafka), Regie: Kieran Joel[22]
- Der Zorn der Wälder (Eisenach), Regie: Kieran Joel[23]

### Spielzeiten 2023–2025
Düsseldorfer Schauspielhaus:
- 2023/2024: Eurydike Deep Down, von Michele De Vita Conti und Alessandra Giuriola (Rolle: Orpheus), Regie: Alessandra Giuriola[24]
- 2023/2024: Woyzeck, von Büchner (Rolle: Doktor), Regie: Luise Voigt[25]
- 2023/2024: Novecento, von Alessandro Baricco (Rolle: Tim Tooney), Regie: Anton Schreiber[26]
- 2024/2025: Die Märchen des Oscar Wilde erzählt im Zuchthaus zu Reading, nach Oscar Wilde von André Kaczmarczyk (Rolle: Oscar Wilde), Regie: André Kaczmarczyk (Oscar Wilde)[27]

### Spielzeit 2024–2025
Theater St. Gallen
- The Rocky Horror Show (Richard O’Brien), Regie: Christian Brey

Staatstheater Nürnberg
- The Legend of Georgia McBride (Matthew Lopez), Regie: Christian Brey

Bad Hersfelder Festspiele
- Die Räuber (Friedrich Schiller), Regie: Gil Mehmert

## Hörspiele (Auswahl)
- 2018: Jan Weiler: Eingeschlossene Gesellschaft (3 Teile) (Fabian Prohaska) – Regie: Leonhard Koppelmann (Original-Hörspiel – WDR)

## Auszeichnungen
- 2023: Theaterpreis Nürnberg für herausragende künstlerische Leistung[28]
- 2025: Zuschauerpreis der Bad Hersfelder Festspiele für seine Rolle als Karl von Moor in Die Räuber